# 022형 유탄정
022형 유탄정(중국어: 022型导弹艇)은 중화인민공화국의 미사일 고속정이다. 나토코드는 허베이급 고속정이다. 초도함은 2004년 4월 상하이 장난조선소에서 건조되었다. 쌍동선체를 가진 022형은 호주의 AMD 마린 컨설팅사가 개발한 AMD350PB 구조함의 선체를 바탕으로 개발되었다. 상하이, 광저우, 류저우, 다롄의 4개 조선소에서 현재 대량으로 건조되고 있으며 현재 18척 이상이 건조되었다.

## 구조
022형 유탄정은 호주 AMD 마린 컨설팅(현 : 인캣)사의 도움으로 동사의 AMD350PB함의 설계를 기반으로 개발되었다. 알루미늄 선체를 사용하여 무게를 줄였고, 개선된 웨이브-피어싱형의 쌍동선체를 적용하여 종래 쌍동선형의 단점인 높은 파도, 고속 항해에서의 안정성을 확보하였다.
또한 선체에 적극적인 스텔스 설계를 적용하여 레이다상에 30t정도의 배에 상당하는 레이다 반사면적을 가지게 되었고, 개선된 연돌의 적용으로 적외선 신호도 상당히 감소되었다.

## 무장
함포대용으로 선수에 중국 ZEERY사에서 면허생산한 러시아 KBP사의 AO-18 30 mm CIWS(AK-630)1문을 장비하며, 선체 후방의 사각형의 알루미늄 수납구에 8문의 대함미사일을 장비한다.

## 전자장비
스텔스 설계가 적용된 마스트에 362형 수상탐색 레이다와 항법레이다, HN-900 전술 데이터링크 체계를, 함교상부에 HEOS-300 전자광학 사격통제 체계를 장비한다.